# مملكة بايكتشي

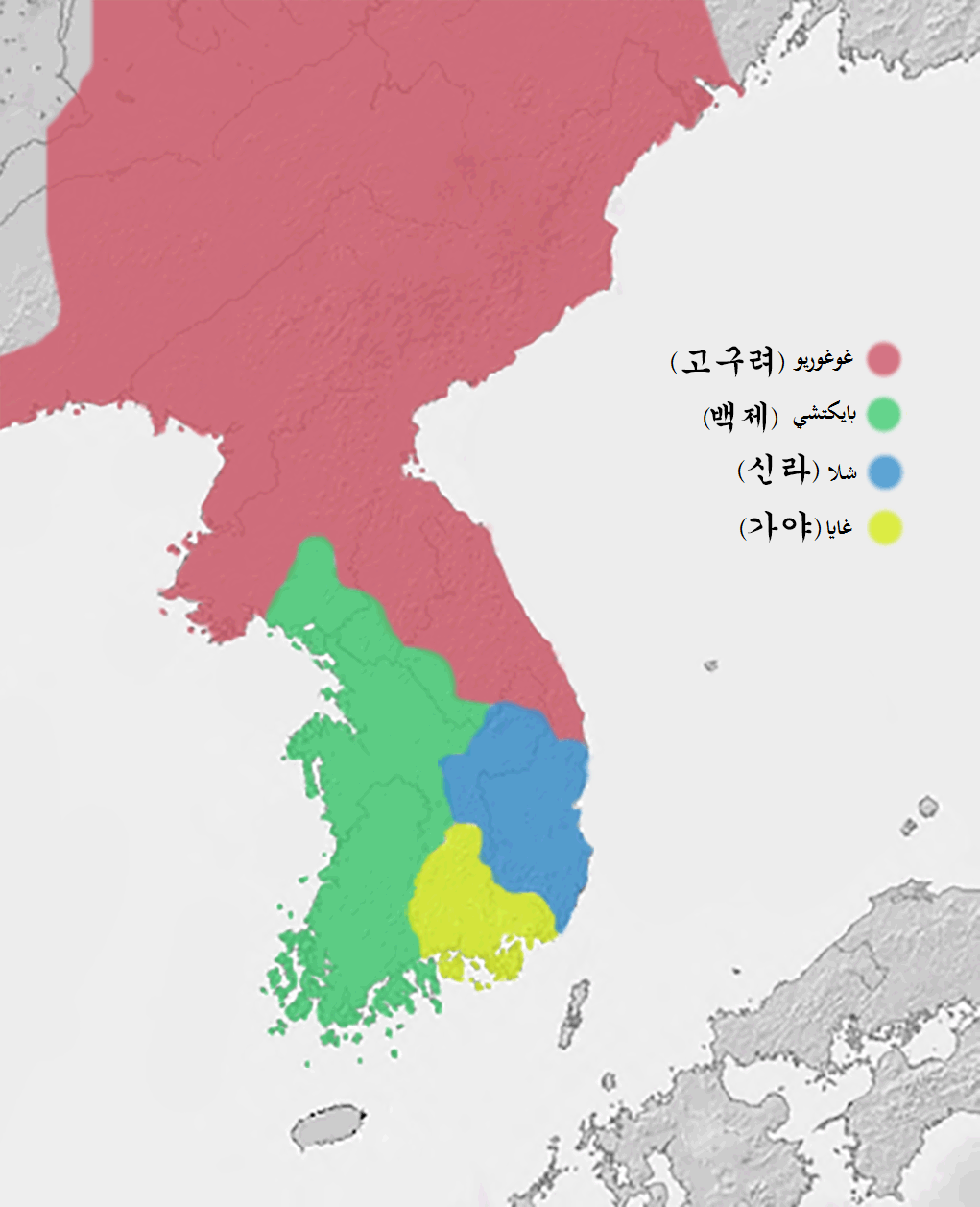
بايكتشي في أقصى توسع لها في سنة 375 للميلاد.

بايكتشي أو بايكجي (بالهانغل: 백제 | بالهانجا: 百濟) هي مملكة أسست سنة 18 قبل الميلاد وسقطت سنة 660 بعد الميلاد. تقع المملكة في الجزء الجنوبي من كوريا. تعتبر المملكة أحد ممالك كوريا الثلاث جنباً إلى جنب مع مملكتي شلا وغوغوريو.
أسست بايكتشي على يد أونجو ثالث أبناء جمونغ مؤسس غوغوريو من زوجته سو سو نو في وريسونغ (سول في وقتنا الحالي). كمثيلتها غوغوريو فإن بايكتشي ادعت أنها وريثة لمملكة بيو وهي دولة أسست في منطقة منشوريا في وقتنا الحالي بالقرب من زمن سقوط غوجوسون. حاربت بايكتشي وتحالفت مع غوغوريو وشلا ليحكوا شبه الجزيرة الكورية. في ذروة قوتها سيطرت بايكتشي بالكامل على الجزء الغربي من شبه الجزيرة إلى بيونغيانغ شمالاً وقد تكون سيطرت على أراض في الصين أيضاً مثل لياوشي، مع أن هذا ما زال جدلياً. أصبحت بايكتشي أيضاً قوة بحرية في المنطقة مع علاقات تجارة وسياسة مع اليابان والصين.
في سنة 660، هزمت بايكتشي على يد تحالف شلا وسلالة تانغ الصينية، ولذلك استسلمت لشلا الموحدة.

## التاريخ

### التأسيس
وفقاً لكتاب تاريخ الممالك الثلاث (سامغك ساغي) فإن بايكتشي أسست سنة 18 قبل الميلاد على يد الملك أونجو والذي قاد مجموعة من سكان غوغوريو إلى الجنوب في حوض نهر هان. وفقاً للسجلات الصينية عن الممالك الثلاث فإنه في فترة سامهان كانت إحدى مشيخيات كونفدرالية ماهان تدعى بايكتشي.
قدم كتاب سامغك ساغي قصة مفصلة لإنشاء بايكتشي. عندما غادر جمونغ مملكة بيو ليؤسس غوغوريو فإنه ترك ابنه يوري هناك. أصبح جمونغ يدعى بالملك دونغميونسونغ وأنجبت زوجته سو سو نو ابنين آخرين هما أنجو وبريو. عندما حضر يوري إلى غوغوريو تم تعيينه ولياً للعهد. نتيجة لذلك أخذت سو سو نو ابنيها وغادرت غوغوريو متجهة إلى الجنوب لتؤسس مملكتها مع شعبها. وجنباً إلى جنب مع عشرة أشخاص آخرين فإنها تعرف بأنها إحدى الأتباع الذين ساهموا في إنشاء كل من غوغوريو وبايكتشي.
استوطن أونجو في وريسونغ (هانام في وقتنا الحالي)، وسمى مملكته باسم سبتشي (بالهانغل: 십제 | بالهانجا: 十濟 | الأتباع العشرة). استوطن بريو في متشول (إنتشون في وقتنا الحالي) رافضاً نصيحة أتباعه، مما جعل معيشة مواطنيه صعبة نتيجة لملوحة المياه، في حين عاش سكان وريسونغ في رفاه.
بعد ذلك ذهب بريو إلى أخيه أونجو وطالب بعرش سبتشي. عندما رفض أنجو أعلن بريو الحرب ولكنه خسر. نتيجة شعوره بالعار انتحر بريو وانتقل شعبه إلى وريسونغ حيث رحب بهم الملك أونجو وأعاد تسمية مملكته بايكتشي (الأتباع المئة). بعد ذلك نقل أونجو عاصمته من جنوب نهر الهان إلى شماله ثم إلى الجنوب مرة أخرى (في سول في وقتنا الحالي) بسبب ضغط دول ماهان الأخرى. من المعتقد أيضاً أن الملك غايرو نقل العاصمة من الشمال إلى بكهانسانسونغ في سنة 132 (في غويانغ في وقتنا الحالي شمال غرب سول).
في بدايات القرون الميلادية (ممالك كوريا الثلاث البدائية) سيطرت بايكتشي على باقي قبائل ماهان بالكامل.

### التوسع

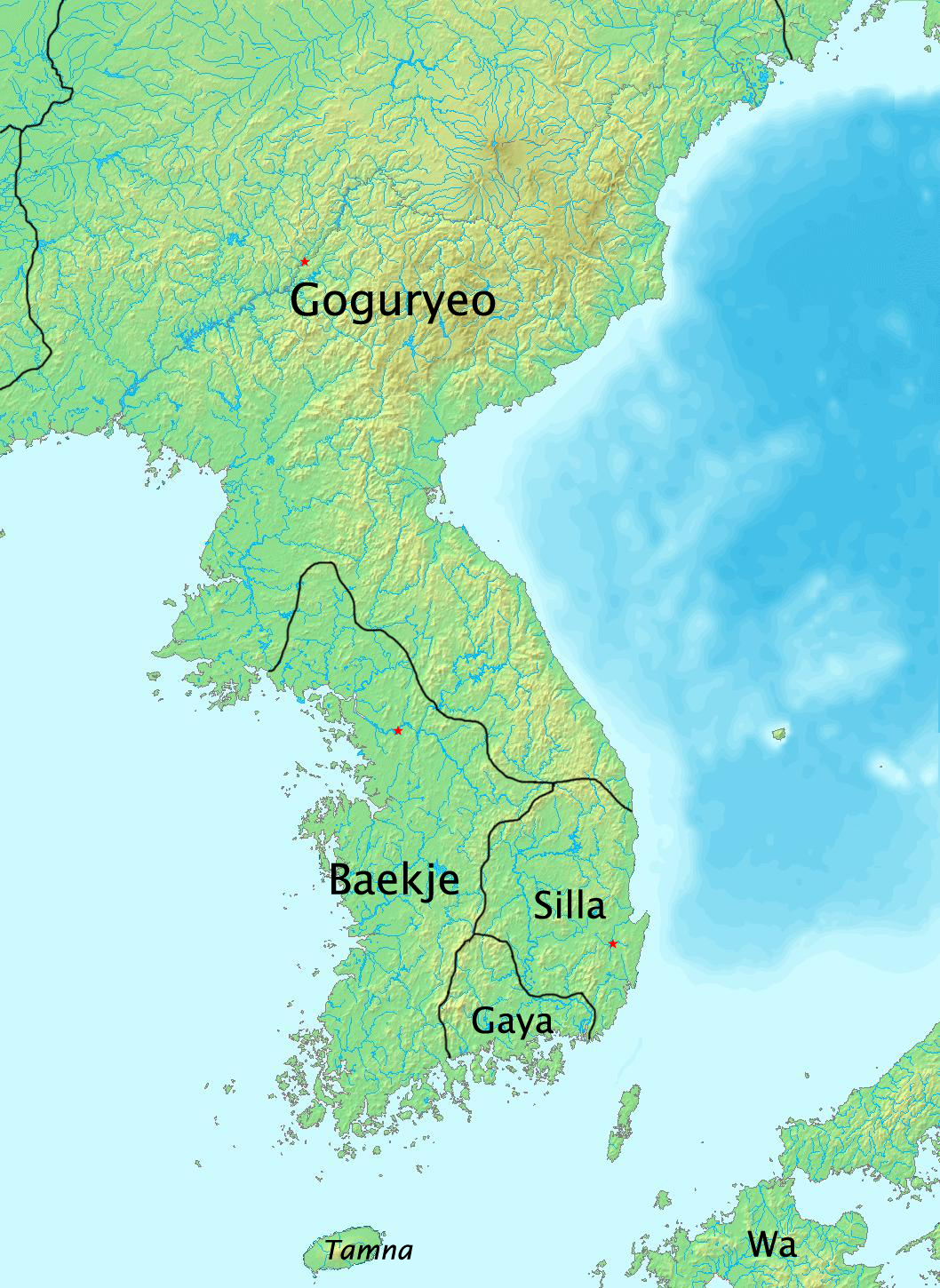
كوريا في سنة 375، وبايكتشي في أقصى اتساع لها

أصبحت بايكتشي مملكة مكتملة خلال عهد الملك غوي (234 إلى 286)، نتيجة استمرارها في توحيد كونفدرالية ماهان. وفقاً لكتاب نيهون شوكي الياباني القديم فإن بايكتشي وصلت إلى حدود كونفدرالية غايا الغربية سنة 249 بالقرب من وادي نهر ناكدونغ. أقدم ذكر لبايكتشي في السجلات الصينية على أنها مملكة يعود لسنة 345. أول مهمة دبلوماسية بين بايكتشي واليابان كانت في سنة 367 (سنة 247، وفقاً لكتاب نيهون شوكي).
استطاع الملك غنتشوغو (346 إلى 375) بتوسيع أراضي بايكتشي في الشمال بخوضه العديد من الحروب مع غوغوريو، وفي نفس الوقت احتل قبائل ماهان المتبقية في الجنوب. خلال حكم الملك غنتشوغو، كانت بايكتشي تضم المناطق الغربية من شبه جزيرة كوريا (ما عدا مقاطعتي (بيونغان)، وفي سنة 371 استطاعت بايكتشي هزيمة غوغوريو في بيونغيانغ. أبقت بايكتشي على تجارتها الجوهرية مع غوغوريو، وتبنت الثقافة والتقنية الصينية بشكل فعال. أصبحت البوذية الدين الرسمي للدولة في سنة 384.
كانت بايكتشي أيضاً قوة بحرية وأبقت على علاقات جيدة مع الحكام اليابانيين في فترة كوفن، كما نقلت لليابان التأثير الثقافي القاري. قدمت بايكتشي لكوريا نظام الكتابة الصيني، والبوذية، والفخار الفني، وشعائر الدفن، والعديد من الجوانب الثقافية على يد الأرستقراطيين، والفنانين، والعلماء، والرهبان.
خلال هذه الفترة، ظل حوض نهر الهان قلب الدولة.

### فترة أنغجن
في القرن الخامس الميلادي تراجعت بايكتشي تحت التهديد العسكري المتجه جنوباً من غوغوريو، وفي سنة 475 سقطت منطقة سول إلى غوغورويو. نتيجة لما سبق فقد أصبحت أنغجن (غونغجو في وقتنا الحالي) وذلك من 475 وحتى 538.
وبسبب وقوع العاصمة الجديدة في منطقة جبلية معزولة فإنها كانت محمية جيداً ضد الشمال إلا أنها كانت معزولة عن باقي العالم. العاصمة الجديدة كانت أقرب لشلا عما كانت عليه وريسونغ، كما نشأ تحالف عسكري بين شلا وبايكتشي ضد غوغوريو.
معظم خرائط فترة الممالك الثلاث تظهر بايكتشي مسيطرة على منطقة مقاطعتي جولا تشنغتشونغ، وهي قلب الدولة خلال فترتي أنغجن وسابي.

### فترة سابي
في سنة 538، قام الملك سونغ بنقل العاصمة إلى سابي (بيو في وقتنا الحالي)، ثم أعاد بناء دولته لتكون دولة قوية. وابتداء من هذا التاريخ فإن بايكتشي أصبحت تعرف باسم نام بيو (بيو الجنوبية)، في إشارة إلى بيو التي أعادت بايكتشي أصلها إليه. شهدت فترة سابي ازدهار ثقافة بايكتشي ونمو البوذية أيضاً.
وتحت ضغط غوغوريو من الشمال وشلا من الشرق، فإن الملك سونغ حاول تقوية علاقات بايكتشي مع الصين. موقع سابي على نهر غم القابل للملاحة جعل التواصل مع الصين أسهل بكثير وازدهرت العلاقات الدبلوماسية والتجارية خلال عهده واستمرت حتى القرن السابع.
في القرن السابع الميلادي ومع تزايد تأثير شلا في جنوب ووسط شبه جزيرة كوريا، فإن بايكتشي بدأت بالضعف والسقوط.